# خوسيه البرتو كوستا
خوسيه البرتو كوستا (José Alberto Costa) (31 أكتوبر 1953 في بورتو في البرتغال – )؛ هو لاعب كرة قدم سابق كان يلعب كمهاجم. يلعب مع منتخب البرتغال لكرة القدم منذ عام 1978.

## وصلات خارجية
- خوسيه البرتو كوستا على موقع قاعدة بيانات كرة القدم.إي يو (الإنجليزية)
- خوسيه البرتو كوستا على موقع ناشيونال فوتبول تيمز (الإنجليزية)
- خوسيه البرتو كوستا على موقع Soccerway.com (الإنجليزية)
- خوسيه البرتو كوستا على موقع عالم كرة القدم.نت (الإنجليزية)
- National Football Teams